# Stefan (Kates)
Stefan, imię świeckie Atanasios Kates (ur. 1 października 1969 w Zurychu) – grecki duchowny prawosławny w jurysdykcji Patriarchatu Konstantynopola, od 2016 biskup pomocniczy metropolii Leros, Kalimnos i Astipalei, ze stolicą tytularną w Stratonicei.

## Życiorys
Urodził się w Szwajcarii. 6 stycznia 1999 przyjął święcenia diakonatu, a 9 grudnia 2001 prezbiteratu. 27 grudnia 2016 otrzymał chirotonię biskupią.